# 방동사니
방동사니(Cyperus microiria)는 사초과에 속하는 한해살이풀이다.
한해살이풀로서 줄기의 높이는 10-60cm 정도이다. 잎은 실 모양으로 폭은 2-6mm 정도이다. 한편, 줄기 꼭대기에는 3-4개의 긴 총포조각이 달리는데, 그 중앙에는 5-10개의 길고 짧은 가지가 나며, 거기에 여러 개의 작은이삭이 달린다. 이 때, 작은이삭은 약 20개 정도의 작은 양성화가 2열로 어긋나게 배열되어 이루어진다. 꽃받침은 없고 씨방은 3개의 모서리가 있으며, 암술대는 씨와 연속되고 마디가 없다. 3개의 암술머리가 있다. 주로 밭·길가·둑 등지에서 자라며, 우리나라 각지에 분포하고 있다, 줄기·잎은 약용으로 쓰인다.